# دارالکتابه
دارالکتابه یک زیر مجموعه از مرکز طبع و نشر قرآن جمهوری اسلامی ایران است که بر طبق نظر سید علی خامنه‌ای مبنی بر احیاء سنت کتابت قرآن کریم و با هدف «احیاء نهضت قرآن نویسی» در سال ۱۳۹۰ تأسیس شده‌است. این مجموعه ساختمانی را در ضلع شمالی محوطه مصلی امام خمینی در اختیار گرفته‌است. 

## اهداف
1. جمع آوری اطّلاعات و آراء در مورد اساتید کتابت و کتاب آرایی قرآن کریم
2. ساماندهی و راهبری حوزه کتابت قرآن کریم